# Ajda Pekkan

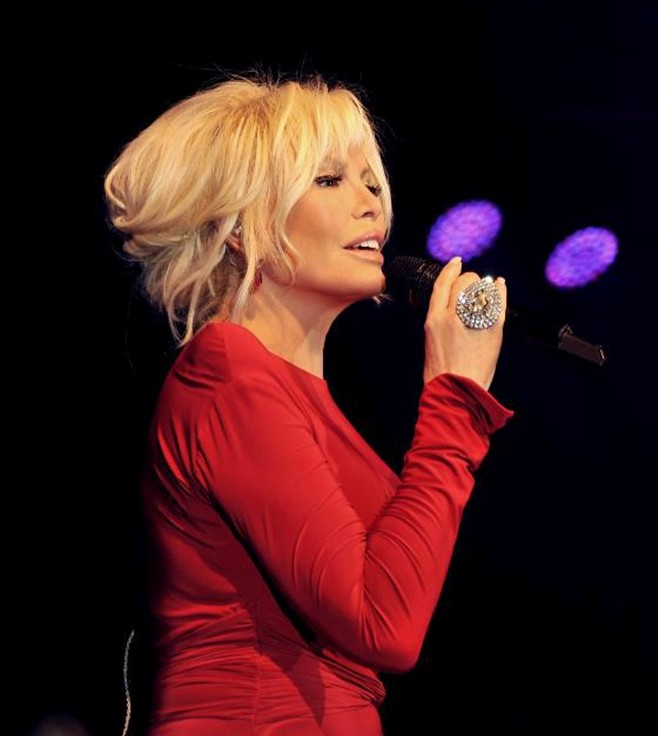
Ajda Pekkan (2013)

Ajda Pekkan (anhörenⓘ * 12. Februar 1946 in Istanbul) ist eine türkische Popmusikerin und Schauspielerin. Sie ist die Grande Dame der türkischen Popmusik. Diesem Umstand verdankt sie ihre Spitznamen „Süperstar“ und „Diva“. 

## Leben und Karriere
Ajda wurde als Tochter des Majors der Marine Rıdvan Pekkan und der Hausfrau Nevin Dobruca in Istanbul geboren. Sie wuchs in Gölcük auf, wo ihr Vater stationiert war. Sie ist die ältere Schwester von Semiramis Pekkan, welche ebenfalls als Sängerin und Schauspielerin bekannt ist.
1962 begegnete sie İlham Gençer, dem Besitzer des Çatı, eines damals populären Istanbuler Clubs. Mit ihrer ersten Interpretation des Liedes Il Cielo In Una Stanza überzeugte sie das Publikum und trat die nächste Zeit in Begleitung der Gruppe Los Çatikos im Çatı auf. 1963 nahm sie erfolgreich an einem Wettbewerb des Musikmagazins Ses für neue Schauspieltalente teil. Mit dem erzielten ersten Platz begann ihre professionelle Karriere.
Aufgrund ihrer Lebhaftigkeit und ihres modernen westlich geprägten Aussehens bekam sie bald Angebote als Filmschauspielerin. Den Produzenten fiel Ajdas Talent als Sängerin auf, und so hatte sie schon in ihrem ersten Film 1963 mit dem Namen Adanalı Tayfur einen Gesangspart. Dieses Lied mit dem Titel Göz Göz Değdi Bana wurde auf einer Single veröffentlicht. Insgesamt trat Ajda bisher in 47 Filmen auf.
1972 erschien speziell für den deutschen Markt die Single Zigeuner müssen singen. Sechs Jahre später nahm Pekkan eine LP mit französischen Liedern auf. Mit dem Titel Et je voyage trat sie im Rahmen der TV-Show Am laufenden Band auch im deutschen Fernsehen auf. Der Moderator Rudi Carrell kündigte sie als „berühmteste Frau der Türkei“ an.
1980 vertrat sie die Türkei beim Eurovision Song Contest mit dem Titel Petr'oil. Sie belegte Platz 15.
Zu ihren bekanntesten Songs gehören u. a. Sana Neler Edeceğim, Kim Ne Derse Desin, Bambaşka Biri, Haykıracak Nefesim Kalmasa Bile, Yaz Yaz Yaz, Eğlen Güzelim, Resim, Yakar Geçerim, Arada Sırada oder Bi' Tık.

## Diskografie

### Alben
- 1968: Ajda Pekkan
- 1969: Fecri Ebcioğlu Sunar: Ajda Pekkan
- 1972: Ajda Pekkan Vol. III
- 1977: Süper Star
- 1978: Pour Lui
- 1979: Süper Star 2
- 1981: Sen Mutlu Ol
- 1982: Sevdim Seni
- 1983: Süperstar '83
- 1987: Süperstar IV
- 1990: Ajda 1990
- 1991: Seni Seçtim
- 1993: Ajda '93
- 1996: Ajda Pekkan
- 2006: Cool Kadın
- 2008: Aynen Öyle
- 2011: Farkın Bu

### EPs
- 2021: Ajda

### Kompilationen
- 1975: Ajda
- 1989: Unutulmayanlar
- 1992: Hoşgör Sen
- 1998: The Best of
- 2000: Diva

### Livealben
- 1976: La Fête à L’Olympia

### Zusammenarbeiten
- 1985: Ajda Pekkan ve Beş Yıl Önce On Yıl Sonra (mit Beş Yıl Önce, On Yıl Sonra)
- 2014: Ajda Pekkan & Muazzez Abacı (mit Muazzez Abacı)

### Singles
- 1964: Göz Değdi Bana[2]
- 1964: Sevgilim
- 1964: Milyonzade
- 1965: Her Yerde Kar Var
- 1965: Kayadan İndir Beni
- 1965: Kime Derler Sana Derler
- 1966: Ateşim var Külüm yok
- 1966: Gözlerime Bir Baktın
- 1966: Medley
- 1966: Serseri
- 1966: Özledim Sonbaharı
- 1967: Azize
- 1967: İki Yabancı (mit Zeki Müren)
- 1968: Boşvermişim Dünyaya
- 1969: Boş Sokak (Original: Udo Jürgens – Was Ich Dir Sagen Will)
- 1972: Olanlar Oldu Bana (Original: Esma Redžepova – Chaje Shukarije)
- 1973: Kimler Geldi Kimler Geçti (Original: Sol Raye – If We Were Free)
- 1973: Tanrı Misafiri (Original: Fairuz – Tarik El Nahl)
- 1973: Sana Neler Edeceğim (Original: Fairuz – Ka'an Azzaman)
- 1973: Viens pleurer dans mon cœur
- 1973: Babylone, Babyone
- 1975: Hoşgör Sen (mit Enrico Macias)
- 1976: Mediterranée
- 1976: Gözünaydın
- 1976: Kim Ne Derse Desin (Original: Pablo Beltrán Ruiz – ¿Quién será?)
- 1977: Viens Dans Ma Vie
- 1978: Et Je Voyage
- 1978: Ağlama Yarim
- 1979: Ayrılık Yaman Kelime
- 1979: Hepsi Boş
- 1979: Si J'Étais Magicien
- 1979: Bambaşka Biri (Original: Gloria Gaynor - I Will Survive)
- 1979: Haykıracak Nefesim Kalmasa Bile (Original: Noëlle Cordier - Mon Coeur Pour Te Garder)
- 1980: Bir Dünya Ver Bana
- 1980: Olsam
- 1980: Petrol (ESC Beitrag der Türkei)
- 1981: Affetmem Asla Seni
- 1981: Sonbahar Rüzgarları
- 1981: Kim Derse Ki
- 1982: Sev Hayat Güzel
- 1982: Sen Ve Ben
- 1983: Bir Günah Gibi
- 1983: Uykusuz Her Gece
- 1983: Düşünme Hiç
- 1983: Son Yolcu
- 1984: Alo (mit Zeki Müren)
- 1985: Elimde Olsa (mit Beş Yıl Önce, On Yıl Sonra)
- 1985: O Benim Dünyam (mit Beş Yıl Önce, On Yıl Sonra) (Original: Bonnie Tyler – Holding Out for a Hero)
- 1985: Onlar Gibi Olsak (mit Beş Yıl Önce, On Yıl Sonra)
- 1985: Bir Gece Sahnede (mit Beş Yıl Önce, On Yıl Sonra)
- 1985: Bir Masal Anlatsam (mit Beş Yıl Önce, On Yıl Sonra)
- 1985: Bir Tek Şey (mit Beş Yıl Önce, On Yıl Sonra)
- 1986: Rabbia Liberta Fantasia
- 1987: Seninle Bir Bütünüz
- 1987: Sen Benim Şarkılarımsın
- 1987: Kim Olsa Anlatır
- 1987: Yeniden
- 1987: Hatırlar mısın
- 1988: Zingarella
- 1990: Her Yaşın Bir Güzelliği Var
- 1990: Bir Yabancı Gibi
- 1990: Yaz Yaz Yaz
- 1990: Hayırdır İnşallah
- 1990: Alev Alev
- 1990: Ah Ne Günler
- 1990: Olur Ya
- 1990: Doğru Mu, Değil Mi?
- 1990: Yaşanası Dünya
- 1991: Yalnızlığa Hüküm Giydim
- 1991: Sevgide Seni Seçtim
- 1991: Vazgeçme
- 1991: Eline, Gözüne, Dizine Dursun
- 1991: Kabus Gibi Gelme Üstüme
- 1993: Ağlama Anne
- 1993: Eyvah
- 1993: Sarıl Bana
- 1993: Gül Dostum Gül
- 1993: Yok
- 1994: Düşme Sakın
- 1994: İki Yabancı
- 1994: Oyalama Beni
- 1996: Eğlen Güzelim
- 1998: Bambaşka Biri
- 1998: O Benim Dünyam
- 1998: Yanıyor Mu Yeşil Köşkün Lambası (mit Müzeyyen Senar)
- 2000: Kimler Geldi, Kimler Geçti
- 2000: Aşka İnanma
- 2003: Sen İste
- 2004: Hançer
- 2006: Vitrin
- 2006: Sevdalı Başım
- 2007: Amazon (Cameoauftritt von Murat Boz)
- 2007: Düşman Olma Pişman Olma (mit Burak Kut)
- 2007: Dokun Bana
- 2008: Aynen Öyle
- 2008: Flu Gibi
- 2009: Resim
- 2009: Nikah (mit Halil Koçak)
- 2010: Sev Beni (mit Enbe Orkestrası & Eren Sandal)
- 2010: Oyalama Beni (mit Burak Yeter)
- 2011: Cumartesi (mit Sinan Akçıl)
- 2011: Yakar Geçerim (produziert von Tarkan)
- 2011: Arada Sırada
- 2012: Severek Ayrılalım
- 2012: Ben Yanmışım (mit Ozan Çolakoğlu)
- 2013: Ara Sıcak (mit Ozan Çolakoğlu)
- 2013: Ayıpsın Ayıp
- 2014: Harika (mit Kenan Doğulu & Ozan Doğulu)
- 2015: Nikah Masası (mit Enbe Orkestrası & Ümit Besen)
- 2015: Tanrı İstemezse (mit Enbe Orkestrası)
- 2015: Gönül Sayfam
- 2015: Yakarım Canını
- 2016: Kalbe Dolan O İlk Bakış
- 2016: Yasak Aşklar (mit Selçuk Basa)
- 2016: Ayrılık Ateşi (mit Volga Tamöz)
- 2017: Düşman Mısın Aşık Mı? (mit Bahadır Tatlıöz)
- 2017: Peşindeyim (mit Mustafa Ceceli)
- 2019: İçimdeki Fırtına (mit Erol Evgin)
- 2019: Yalnızlık Fm (mit Ozan Doğulu)
- 2019: Canın Sağ Olsun (Cameoauftritt von Sinan Akçıl)
- 2021: Bi' Tık (Sunrise Version)
- 2023: Aşklayalım
- 2024: Ben Seni Çok Sevdim

## Filmografie
- 1963: Şıpsevdi
- 1963: Kendini Arayan Adam
- 1963: Adanalı Tayfur
- 1963: Şaşkın Baba
- 1963: Öpüşmek Yasak
- 1964: Abudik Gubidik
- 1964: Çanakkale Aslanları
- 1964: Plajda Sevişelim
- 1964: Kaynana Zırıltısı
- 1964: Avare
- 1964: Hızır Dede
- 1964: Koçum Benim
- 1964: Sokakların Kanunu
- 1965: Artık Düşman Değiliz
- 1965: Cici Kızlar
- 1965: Kart Horoz
- 1965: Kolla Kendini Bebek
- 1965: Pantolon Bankası
- 1965: Şakayla Karışık
- 1965: Şepkemin Altındayım
- 1965: Yabancı Olduk Şimdi
- 1965: Bir Caniye Gönül Verdim
- 1965: Şehvetin Esiriyiz
- 1965: Babamız Evleniyor
- 1965: Sevdalı Kabadayı
- 1965: Taçsız Kral
- 1965: Dalgacı Mahmut
- 1965: Berduş Milyoner
- 1965: Helal Adanalı Celal
- 1965: Bir Gönül Oyunu
- 1965: Lafını Balla Kestim
- 1965: Sevinç Gözyaşları
- 1966: Avare Kız
- 1966: Kara Tren
- 1966: Şoför Deyip Geçmeyin
- 1966: Seher Vakti
- 1966: Ümit Sokağı
- 1966: Düğün Gecesi
- 1966: Siyah Otomobil
- 1966: Dişi Düşman
- 1966: Dağda Silah Konuşur
- 1966: Günah Çocuğu
- 1966: Affet Sevgilim
- 1966: Ayrılık Şarkısı
- 1966: Erkek Severse
- 1967: Harun Reşid’in Gözdesi
- 1967: Düşman Âşıklar
- 1968: Kalbimdeki Yabancı
- 1969: Tatlı Günler
- 1969: Hancı
- 2002: Şöhret Sandalı
- 2013: Romantik Komedi 2: Bekarlığa Veda

## Auszeichnungen
- 2010: Kral Türkiye Müzik Award in der Kategorie Beste Pop-Musikerin
- 2012: Kral Türkiye Müzik Award in der Kategorie Beste Pop-Musikerin
- 2012: Altın Kelebek Award in der Kategorie Beste Pop-Sängerin
- 2012: Altın Kelebek Award in der Kategorie Song des Jahres (für Yakar Geçerim)
- 2012: Kral Türkiye Müzik Award Song des Jahres (für Yakar Geçerim)